# Jarebrekka
Jarebrekka är en kulle i Antarktis. Den ligger i Östantarktis. Norge gör anspråk på området. Toppen på Jarebrekka är 2 398 meter över havet.
Terrängen runt Jarebrekka är lite kuperad. Trakten är obefolkad. Det finns inga samhällen i närheten.